# Malomasszony kerti híd
A Malomasszony-kerti híd  Békés városában található, a Petőfi utca végén.

## Története
A híd a Gerla felé vezető 4238-as út mellett, a Petőfi utca végén található és a Malomasszony kert megközelíthetőségét segíti. Modern vasbeton szerkezetű híd, 1960-ban épült. Nem lehet tudni, hogy létezett-e itt híd, mielőtt megépült volna, de mivel nincs róla írásos feljegyzés, valószínűleg nem létezett. Gyalogos hídnak épült, de a teherbírása és a szélessége lehetővé teszi, hogy gépkocsival is át lehessen kelni rajta, ezért gépkocsik is szokták használni. Aszfaltburkolattal rendelkezik, és mindkét oldalán létezik aszfaltozott, gépjármű-közlekedésre alkalmas út.